# Barvikha Village
Barvikha Village est un quartier de la ville de Barvikha située dans la banlieue moscovite et construit à partir de 2008.
Situé le long de la route Roublevo-Upenskoye il est mitoyen de la ville de Joukovka.
Barvikha Village abrite le centre commercial Barvikha Luxury Village composé de plusieurs magasins de voitures de luxe (Maserati, Ferrari et Bentley), de grandes marques de vêtements (Brioni, Kiton, Dior, Zilli...), des bijoutiers, des horlogers et des banques.
Barvikha Village comprend également un hôtel cinq étoiles : le Barvikha Hotel & Spa. 